# Oxytoxia
Oxytoxia là một chi bướm ngày thuộc họ Bướm nâu.